# Bereziwka (obwód chmielnicki)
Bereziwka (ukr. Березівка, pol. Berezówka) – wieś na Ukrainie, w obwodzie chmielnickim, w rejonie nowouszyckim. Miejsce pracy nauczycielskiej Maurycego Gosławskiego.